# 硝酸银
硝酸银（英語：Silver nitrate）化学式为AgNO3，白色晶体，易溶于水，遇有机物变灰黑色，分解出银。纯硝酸银对光稳定，但由于一般的产品纯度不够，其水溶液和固体常保存在棕色试剂瓶中。是实验室最主要的Ag+离子源。
硝酸銀溶液由于含有大量银离子，故氧化性较强，并有一定腐蚀性，医学上用于腐蚀增生的肉芽组织，稀溶液可作為眼部感染（例如新生兒結膜炎）的預防性杀菌剂。

## 製備
硝酸銀結晶的製備方法為，將銀金屬溶解於硝酸溶液中，再將溶液的水份蒸發。方程式如下所示：
3 Ag(s)  +  4HNO3(aq)  →  3 AgNO3(aq)  +  2 H2O(l)  +  NO(g)
硝酸銀固體中的銀離子，在三角平面結構中是三配位。

## 化學反應
若遇到氯离子，溴离子，碘离子等会发生反应生成不溶于水，不溶于硝酸的氯化银（白色沉淀），溴化银（淡黄色沉淀），碘化银（黄色沉淀）等。因此常用于检验氟以外的卤素离子的存在；
Ag+(aq) + X−(aq) → AgX(s)
X代表Cl或Br或I。
氯化銀可與氨水反應再度溶解，生成無色的二氨合銀(I)配离子溶液:
AgCl +2NH3 → Ag(NH3)2+ + Cl -
硝酸銀與汗水中的氯化鈉生成AgCl沉澱，再照光後顯現出黑色指紋影像，故可用來驗指紋

### 置換反應
由於銀是一種不太活潑的金屬，因此可以受如鐵等比銀更活潑（活性更大）的金屬置換出來。
例如銅可以把硝酸銀裏面的銀置換出來，生成硝酸銅和銀單質。其中可觀察到，溶液慢慢由無色變爲藍色，並有銀色的物質生成。
2 AgNO3 + Cu → Cu(NO3)2 + 2 Ag
置換反應是氧化還原反應。

## 外部連結
- International Chemical Safety Card 1116 （页面存档备份，存于）
- NIOSH Pocket Guide to Chemical Hazards （页面存档备份，存于）